# Serge Essaian
 (janvier 2015).
Anatole Serge Essaian (en russe : Сергей Арамаисович Есаян Sergueï Aramaïssovitch Yessayan), né le 9 juin 1939 à Moscou et mort le 22 janvier 2007 à Paris, est un artiste français d'origine russe.

## Biographie
Son père, Aramaïs Mikhaïlovitch Essaian, journaliste, a été arrêté fin 1938, quelques mois avant la naissance de l’artiste. Déporté au Goulag, il y est mort en 1943. Sa mère, Serafima Teodorovna Essaian, pédiatre, a travaillé à Moscou. Elle est morte en 1977.
La passion de Serge Essaian pour l’art fut très précoce. Les visites répétées à la Galerie Tretiakov (il habitait dans son voisinage immédiat), la fréquentation d’un ami de famille – le peintre miniaturiste B. Eremine - et l’observation attentive des albums de reproductions et de gravures de la bibliothèque de son père, miraculeusement échappés à la confiscation, ont confirmé et alimenté cette passion.
C’est en possédant des critères artistiques déjà bien établis qu’il rentre à l’école de Beaux-arts. Ses années d’études (1954-1960) correspondent à ce qui a été nommé "le dégel" : la réouverture des salles de musée d’art occidental, l’apparition des premiers albums de Skira, la redécouverte des artistes jusqu’alors interdits, - les impressionnistes, les représentants de l’avant-garde russe et occidentale, et la découverte des mouvements contemporains de l’art mondial. Parallèlement aux Beaux-arts, l’artiste suit, en auditeur libre, des cours de scénographie à l'Institut national des arts du spectacle.
L’intérêt avide pour l’avant-garde (sous tous ses aspects : musique, poésie, peinture, théâtre) le conduit à côtoyoe Nikolai Khardjiev , Alexeï Kroutchenykh, et Lili Brik.
Il termine ses études avec la pleine conscience de la fracture entre ses aspirations artistiques et celles des positions officielles et, par conséquent, de l’impossibilité de vivre de son art.
Il crée à la maison (ce qui explique le format « intime » des travaux de cette période), gagnant sa vie avec des cours de dessin et de peinture, ainsi que des cours d’anglais. Durant quelque temps il travaille également dans les ateliers de restauration Grabar.
Durant ces années d’intenses échanges de la jeunesse bohème (que l’on ne désignait pas encore d’avant-garde « nouvelle », ni « souterraine »), échanges menés entre l’ancienne et la nouvelle capitale, il se lie d’amitié avec les poètes Alexis Khvostenko et Henri Volokhonski.
L’intérêt pour l’« autre art » naît également dans le milieu des jeunes scientifiques. C’est ainsi que la première exposition personnelle de Serge Essaian se tient à l’Institut des problèmes physiques, en 1965.
En 1968, il exerce la fonction de rédacteur d’une des sections de la revue Art Décoratif de l’URSS (Dekorativnoe Iskousstvo SSSR). Rédaction qui a réussi, selon Alexandre Borovski, directeur du département d’art contemporain du Musée Russe de Saint-Pétersbourg, « à créer une revue culturellement unique en son genre, réunissant à la fois les forces artistiques et scientifiques des historiens, de philosophes, des ethnologues, des sémiologues, etc. »  Parallèlement au travail dans la revue, l’artiste prend une part importante dans l’activité de la société des collectionneurs, dont faisaient partie les représentants aussi remarquables que F. E. Vichnevski, I. P. Sanovitch, N. P. Pakhomov, Ia. E. Roubinchtein[Qui ?] et bien d’autres. Il organisa ainsi une série d’expositions thématiques de cette société dans les salles du salon artistique sur le pont Kouznteski.
Au début des années 1970, l’artiste travaille dans un atelier aménagé dans un sous-sol d’un vieux bâtiment du quartier Sretenka (Petchatnikov pereoulok), espace qui lui permet enfin de concrétiser ce qui était devenu un réel besoin : travailler la sculpture.  L’absence d’un milieu artistique contemporain adéquat le conduit à envisager l’émigration en tant qu’unique issue possible.
En janvier 1979, il émigre ainsi avec sa famille en Autriche, puis en France. En pleine connaissance de l’expérience amère vécue par l’émigration russe, il entreprend de construire sa vie à l’étranger sans nostalgie, ni illusions.
En mai 1979, sa première exposition personnelle se tient à Vienne.
Il s’installe à Paris en juin 1979, où il vécut et travailla jusqu’à sa mort : d’abord dans un atelier à Montparnasse (Boulevard Edgar Quinet), puis près du parc des Buttes-Chaumont (allée Darius Milhaud).
Tout en peignant et sculptant dans son atelier, Serge Essaian se consacre avec enthousiasme à la conception de décors et de costumes. D’abord pour le théâtre expérimental Sharazad à Stockholm, puis pour d’autres théâtres de Suède. Il participe également à divers séminaires, symposiums et festivals théâtraux (Italie, États-Unis, Suède).
Mais les projets artistiques personnels exigeant tout son temps, il abandonne l’activité théâtrale au début des années 1990. Durant ces années il expose en Allemagne, la Grande-Bretagne et en France.
Il travaille sur les séries de reliefs, dont la plupart seront exposées en 2002 à l’occasion de l’exposition rétrospective consacrée à son œuvre au Palais de Marbre du Musée Russe de Saint-Pétersbourg.
Les années suivantes sont consacrées au projet " Maison-vues-gens", réunissant les diverses formes de son art : peinture, sculpture, art graphique, reliefs. Le livre Serge Essaian, publié en 2006, reflète l’aboutissement de cette idée.
Serge Essaian a résumé sa vie dans ces quelques lignes autobiographiques : « Je suis né en 1939 à Moscou, ville connue de ses habitants sous le nom de « port des cinq mers », appellation hautement romantique pour cette capitale déprimante. J’ai vécu dans ce port jusqu’en 1979, lorsque je fus rassasié de ces dépressions et romantisme. Cette année, à l’âge de 40 ans, j’ai émigré avec ma famille en France et depuis je vis à Paris. Mon atelier se trouve près du parc nostalgique des Buttes Chaumont, non loin du parc futuriste de la Villette… ».
Serge Essaian meurt le 22 janvier 2007 dans le 10e arrondissement de Paris. Il est enterré au cimetière du Montparnasse (division 17, grand cimetière).

## Processus créatif
« Je travaille par séries », S. Essaian explique ainsi sa méthode de travail dans une interview accordée à A. Borovski, directeur du département d’art contemporain du Musée Russe de Saint-Pétersbourg, puis, sur un ton où l'on décèle presque l’excuse, rajoute, - « séries au sens des variations beethoveniennes ».
Cette forme sérielle d’expression fut là depuis longtemps. Lorsqu’il se remémore ses débuts, l’artiste écrit dans une lettre : « fasciné un jour par le geste d’Esther, je répétais sans cesse la composition de Rembrandt – tantôt en élargissant l’intérieur, tantôt en éclaircissant le fond, tantôt en remplissant l’arrière-plan par mes propres personnages. Je me souviens que dans une de ces variations, j’ai posé la table directement dans une rue moscovite » .
Son analyse du processus de travail sur la série des années 1980 « En attendant Charlotte Corday » est plus développée : « j’étais préoccupé par une question purement plastique – un homme, un corps solitaire, soudé avec la baignoire, un corps qui a conscience de soi dans l’espace, enfoncé dans un espace d’un intérieur anonyme et expulsé de cet intérieur au premier plan. […] J’avoue avoir oublié, dans le processus du travail, ce « point d’impulsion », la composition suivante provoquait ou émanait de la précédente, et la pulsation des variations me préoccupait bien plus que l’exécution d’un seul tableau » 
Les séries ne créent pas uniquement des pulsations à l’intérieur d’elles-mêmes. Leur sortie en dehors du cadre des tableaux vers la sculpture ; leur retour vers le plan de la toile, enrichi par la compréhension tactile ou par le mouvement circulaire autour du corps ; l’implosion des intérieurs ; l’expulsion hors les murs dans les maisons-reliefs - c’est une seule et même pulsation d’un processus créateur unique.
Au sujet de ses maisons-reliefs l’artiste écrit : « c’est avant tout une sculpture, j’installe et modèle les grandes masses avant de leur conférer un aspect définitif. […] dans les maisons-reliefs j’aimerais voir plutôt l’icône d’une maison qu’une maison concrète. C’est-à-dire une maison idéale dans le sens où concevaient leurs tableaux de villes Piero della Francesca et ses disciples ».
Une autre caractéristique apparaît également très tôt, - le dialogue avec les œuvres d’art. « Je crois que le thème du tableau, en tant qu’objet du ressenti pictural, c'est-à-dire avec le pinceau dans la main, me préoccupait tout autant que le thème de la pomme chez Cézanne. […] Il me semble que pour un peintre (dans tous les cas pour un jeune peintre) l’œuvre d’art constitue une réalité nullement moindre que celle du milieu « vivant »»
Voici comment A. Borovski définit la position créatrice de S. Essaian : « De manière générale l’identification avec un collectif lui était totalement étrangère. Si parfois il ressentait le besoin d’ « actions collectives », il choisissait lui-même ses compagnons, - avant tout parmi les maîtres anciens ou les classiques de l’art contemporain. C’est là et là seulement qu’il admettait l’idée d’une possible réciprocité de découverte et de complémentarité, c’est-à-dire de l’interpellation de sa propre vision du monde par une vision différente, étrangère. Que ces relations aient été de dialogue, de conflit ou d’amour exalté, elles se construisaient toujours d’égal à égal – une responsabilité personnelle, un choix individuel, son propre destin » 

## Œuvres

### Mises en scène théâtrales
- 1981 : Scénographie et costumes pour la pièce Doctor Dapertutto. Metteur en scène W. Carlson, Théâtre Sharazad. Stockholm. Suède. Représentée au Théâtre du Rond-Point, Paris.
- 1983 : Scénographie et costumes pour la pièce de Alexei Khvostenko (en) « Agence de voyage ou le syndrome de Robinson ». Metteur en scène W. Carlson, Théâtre Sharazad. Stockholm. Suède.
- 1985 : Scénographie pour la pièce « La cage des vierges ». Théâtre de la ville de Säffle. Suède.
- 1986 : Scénographie pour la pièce « La victoire sur le soleil ». Metteur en scène Armand Gatti; Toulouse. France.
- 1986 : Scénographie et costumes pour l’opéra-ballet « Balagantchik » (Alexandre Blok). Musique de Yan Walgern. Opéra royal. Stockholm. Suède.
- 1987 : Scénographie et costumes pour l’opéra « La Chatte anglaise » (Honoré de Balzac). Musique de Werner-Geints. Théâtre de la ville. Karlstad. Suède.

### Symposiums, séminaires, festivals
- 1980 : Participation au festival international « Théâtre du geste » . Stockholm. Suède.
- 1981 : Participation au séminaire international « Meyerhold et le constructivisme ».
- 1982 : Direction du séminaire de scénographie autour du projet « Le Maitre et Marguerite ». Bologne. Italie
- 1983 : Atelier de scénographie à l’université de Yale. États-Unis.
- 1983 : Atelier de scénographie lors du séminaire international « Pédagogie théâtrale ». Stockholm. Suède.
- 1984 : Participation au projet « Théâtre perspectif ». Exposition des esquisses théâtrales des décors et des costumes. Munich. Allemagne.
- 1987 : Participation au séminaire « Gontcharova et les ballets russes ». Musée de San Antonio. États-Unis.
- 1999 : Participation en tant que consultant à l’exposition « 100 ans d’art graphique russe ». Galerie de la Scala. Paris.
- 2003 : Consultant pour l’exposition « Les Russes » au Musée de Montmartre. Paris

### Expositions personnelles
- 1965 : Institut des problèmes physiques, Moscou, URSS.
- 1973 : Salon d'art, Moscou, URSS.
- 1979 : Mairie de Vienne, Autriche.
- 1980 : Galerie Art et Décoration, Paris, France.
- 1981 : Galerie Nikolenko, Paris, France.
- 1987 : Galerie Era, Karlstadt, Suède.
- 1989 : Fondation Boden, Oppenhof et Schneider, Cologne, Allemagne.
- 1989 : Galerie Anita Falber, Cologne, Allemagne.
- 1990 : Galerie Oberlin, Strasbourg, France.
- 1993 : Galerie Euros, Mulhouse, France.
- 1995 : Galerie Axia, Londres, Royaume-Uni.
- 2000 : Galerie de Buci, Paris, France.
- 2002 : Musée Russe, Saint-Pétersbourg, Russie.

### Expositions collectives
- 1977 : Biennale de Venise, Italie.
- 1980 : Première biennale internationale L'Art et le papier, Touquet, France. (Médaille d'or).
- 1981 : Galerie Le Point, Monte-Carlo.
- 1981 : Maison d'artiste à Bergen, Autriche.
- 1988 : Exposition Urbanisme et planification architecturale, Thiers, France.
- 1990 : L'autre art, Galerie Tretiakov, Moscou, Russie.
- 2019 : David Daoud - Serge Essaian - Hervé Szydlowski, Galerie Duchoze, Rouen, France.

### Expositions personnelles mémorielles
- 2008 : Exposition Années russes, galerie de Buci, Paris, France.
- 2009 : Exposition Molloy et autres dos, galerie de Buci, Paris, France.
- 2010 : Exposition Baigneurs, plongeurs etc., galerie de Buci, Paris, France.
- 2010 : Exposition Serge Essaian, un hommage, Sotheby's, Paris, France.